# ماركوس وليامز
ماركوس وليامز (بالإنجليزية: Marcus Williams)‏ (8 أبريل 1986 دونكاستر المملكة المتحدة - ) هو لاعب كرة قدم بريطاني.

## روابط خارجية
- ماركوس وليامز على موقع قاعدة بيانات كرة القدم.إي يو (الإنجليزية)
- ماركوس وليامز على موقع Soccerbase.com (لاعب) (الإنجليزية)
- ماركوس وليامز على موقع Soccerway.com (الإنجليزية)